# Nutzungsrecht
Das Nutzungsrecht ist ein Recht, Sachen und Rechte zu nutzen. Wenn das Nutzungsrecht andere von der Nutzung ausschließt, wird es als ausschließliches oder absolutes Recht bezeichnet.

## Zivilrecht
Das Nutzungsrecht an einer Sache wird durch schuldrechtliche oder dingliche Vereinbarung eingeräumt.
Mögliche schuldrechtliche Vereinbarungen über Nutzungsrechte sind die Miete, Pacht oder Leihe. Dabei wird dem Nutzenden lediglich der Besitz eingeräumt, der Eigentümer wird aus seiner Stellung nicht verdrängt. Nach Ablauf der Vertragsdauer ist die Sache dann zurückzugeben. Ggf. sind die Nutzungen (§ 100 BGB) gemäß den Vorschriften des Eigentümer-Besitzer-Verhältnisses nach § 985 BGB beziehungsweise § 988 BGB oder gemäß dem Bereicherungsrecht nach § 812 BGB herauszugeben.
Dinglich können durch die Vereinbarung von Dienstbarkeiten wie Nießbrauch, Grunddienstbarkeiten und beschränkten persönlichen Dienstbarkeiten Nutzungsrechte an Sachen eingeräumt werden. Dies erstreckt sich sowohl auf bewegliche Sachen (Fahrnisse, jedoch nur Nießbrauch), als auch auf unbewegliche Sachen (Immobilien). Die Dienstbarkeiten an Grundstücken sind in das Grundbuch einzutragen.

## Urheberrecht
Das Urheberrecht ist durch den Urheber in Deutschland, anders als in anderen Rechtsordnungen, nur konstitutiv, aber nicht translativ übertragbar, d. h., es kann vollständig nur durch Erbschaft übertragen werden (§ 29, § 28 UrhG). Um das Werk jedoch durch andere verwerten zu lassen, kann der Urheber einem anderen das Recht einräumen, das Werk auf einzelne oder alle Nutzungsarten zu nutzen (Nutzungsrecht), § 31 Abs. 1 UrhG. Nutzungsarten sind jegliche klar abgrenzbaren, wirtschaftlich-technischen Verwendungsformen. So ist ein E-Book eine andere Nutzungsart als ein gedrucktes Buch, wenngleich diese auf demselben Werk basieren. Bei den Nutzungsrechten unterscheidet das Gesetz zwischen einfachen und ausschließlichen (§ 31 Abs. 1 UrhG). Das einfache Nutzungsrecht berechtigt den Inhaber, das Werk auf die erlaubte Art zu nutzen, ohne dass eine Nutzung durch andere ausgeschlossen ist, während das ausschließliche Nutzungsrecht den Inhaber des Rechtes berechtigt, das Werk unter Ausschluss aller anderen Personen auf die ihm erlaubte Art zu nutzen (§ 31 Abs. 2 und 3 UrhG). Ferner kann der Inhaber eines ausschließlichen Nutzungsrechts auch anderen einfache Nutzungsrechte einräumen (§ 31 Abs. 3 UrhG). Das Nutzungsrecht kann räumlich, zeitlich oder inhaltlich beschränkt eingeräumt werden (§ 31 Abs. 1 UrhG). Wird das Nutzungsrecht nicht ausdrücklich festgelegt, dann muss das Nutzungsrecht nach dem dem Vertrag zugrunde liegenden Zweck nach § 31 Abs. 5 UrhG ausgelegt werden (sog. Zweckübertragungstheorie).
Unter bestimmten Bedingungen kann ein Nutzungsrecht auch zurückgerufen bzw. eingeschränkt werden. Dies ist insbesondere der Fall bei der Entstellung gem. § 14 UrhG, bei gewandelter Überzeugung gem. § 42 UrhG oder bei Nichtausübung gem. § 41 UrhG. Ein Nutzungsrecht wird überflüssig, wenn das Werk gemeinfrei wird. Auch andere als der Inhaber eines ausschließlichen Nutzungsrechtes dürfen das Werk dann auf diese Art verwerten. Ein Werk wird in der Regel 70 Jahre nach dem Tod des Urhebers gemeinfrei.
Die freien Lizenzen, wie die Creative-Commons-Lizenzen, sind ebenfalls Nutzungsrechte. Es handelt sich dabei um einfache Nutzungsrechte für jedermann (sogenannte Linux-Klausel).